# Eutrichosiphum pyri
Eutrichosiphum pyri är en insektsart. Eutrichosiphum pyri ingår i släktet Eutrichosiphum och familjen långrörsbladlöss. Inga underarter finns listade i Catalogue of Life.